# قورباغه زهرآگین دوست‌داشتنی
قورباغه زهرآگین دوست‌داشتنی یا قورباغه پیکانی دوست‌داشتنی (Phyllobates lugubris) گونه‌ای از قورباغه‌های خانواده قورباغگان زهرآگین است که در منطقه کارائیب آمریکای مرکزی از جنوب شرقی نیکاراگوئه تا کاستاریکا تا شمال غربی پاناما با یک رکورد در غرب کانال پاناما یافت می‌شود. جمعیت‌هایی از اقیانوس آرام که در گذشته در این گونه گنجانده می‌شد، اکنون به عنوان Phyllobates vittatus شناخته می‌شوند.